# Municipio de Nora (condado de Pope)
El municipio de Nora (en inglés: Nora Township) es un municipio ubicado en el condado de Pope en el estado estadounidense de Minnesota. En el año 2010 tenía una población de 205 habitantes y una densidad poblacional de 2,19 personas por km².

## Geografía
El municipio de Nora se encuentra ubicado en las coordenadas 45°42′57″N 95°41′49″O / 45.71583, -95.69694. Según la Oficina del Censo de los Estados Unidos, el municipio tiene una superficie total de 93.53 km², de la cual 87,73 km² corresponden a tierra firme y (6,19 %) 5,79 km² es agua.

## Demografía
Según el censo de 2010, había 205 personas residiendo en el municipio de Nora. La densidad de población era de 2,19 hab./km². De los 205 habitantes, el municipio de Nora estaba compuesto por el 98,54 % blancos, el 0,98 % eran afroamericanos, el 0,49 % eran asiáticos. Del total de la población el 0 % eran hispanos o latinos de cualquier raza.